# Joaquim Luís de Lima
Joaquim Luís de Lima, primeiro e único barão de Inhanduí (Alegrete, Rio Grande do Sul, 10 de maio de 1850 — Leopoldina, Minas Gerais, 12 de julho de 1919) foi um fazendeiro, militar e político brasileiro.

## Biografia
Nasceu o futuro barão de Inhanduí em Alegrete, estado do Rio Grande do Sul, no dia 10 de maio de 1850. Era o caçula de nove filhos. Eram seus pais:
- O gal. Francisco Teobaldo Brandão de Lima (nascido em Ouro Preto, Minas Gerais, em 1 de abril de 1826, e falecido em Porto Alegre, Rio Grande do Sul, em 6 de junho de 1862), célebre combatente na Guerra do Paraguai;

- A esposa deste, D. Maria Benedita da Câmara Lima (nascida em Rio Pardo, Rio Grande do Sul, em 13 de setembro de 1813, e falecida em São Borja, Rio Grande do Sul, em 6 de agosto de 1900.

Seu pai, mineiro, viera para o Rio Grande do Sul durante o período da Campanha Cisplatina, era o primogênito de Cândida Maria de Ávila Lobo Leite, ouropretana, descendente de Garcia d'Ávila, Tomé de Sousa e do Caramuru; e de João Marciano de Lima, oficial da Ordem da Rosa e primeiro prefeito de Curvelo.
Sua mãe,  gaúcha, era filha de Maria Benedita Correia da Câmara, filha do 1º Visconde de Pelotas; e de João Hipólito de Lima, tabelião e notário.
Casou-se com Maria do Carmo Resse de Lima, filha do Barão de São Vítor. Era coronel da Guarda Nacional e fazendeiro em Alegrete. Foi agraciado barão em 9 de agosto de 1884, por ter libertado 23 de seus escravos. Possuía também fazendas nos municípios de Pequeri e Leopoldina.
Teve somente um descendente: Rodolfo Antônio de Lima, casado com Maria Madalena de Toledo, filha do Visconde de Aguiar Toledo;